# Bohrbrunnen

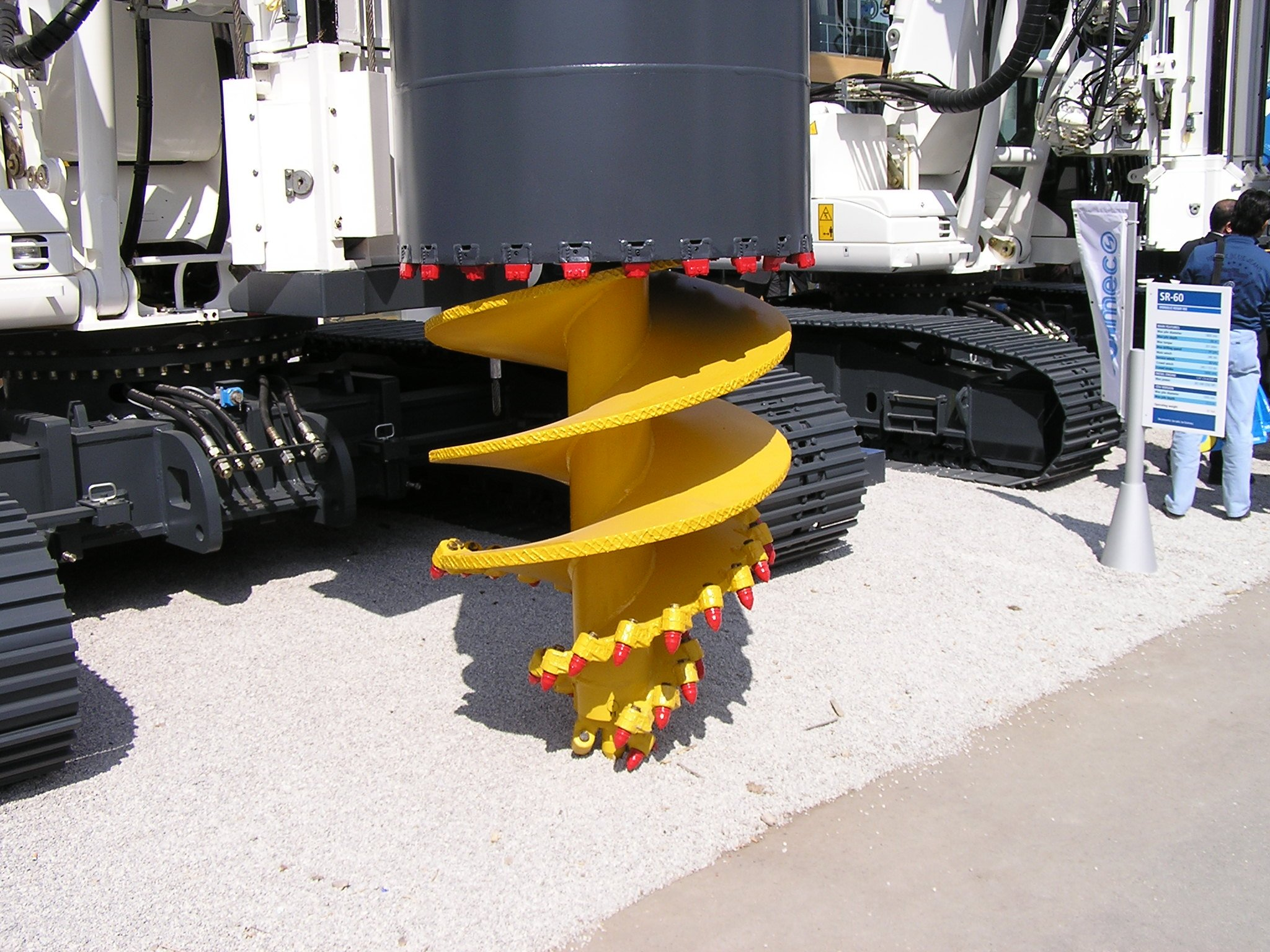
Detail eines Bohrkopfes für Pfahlgründung

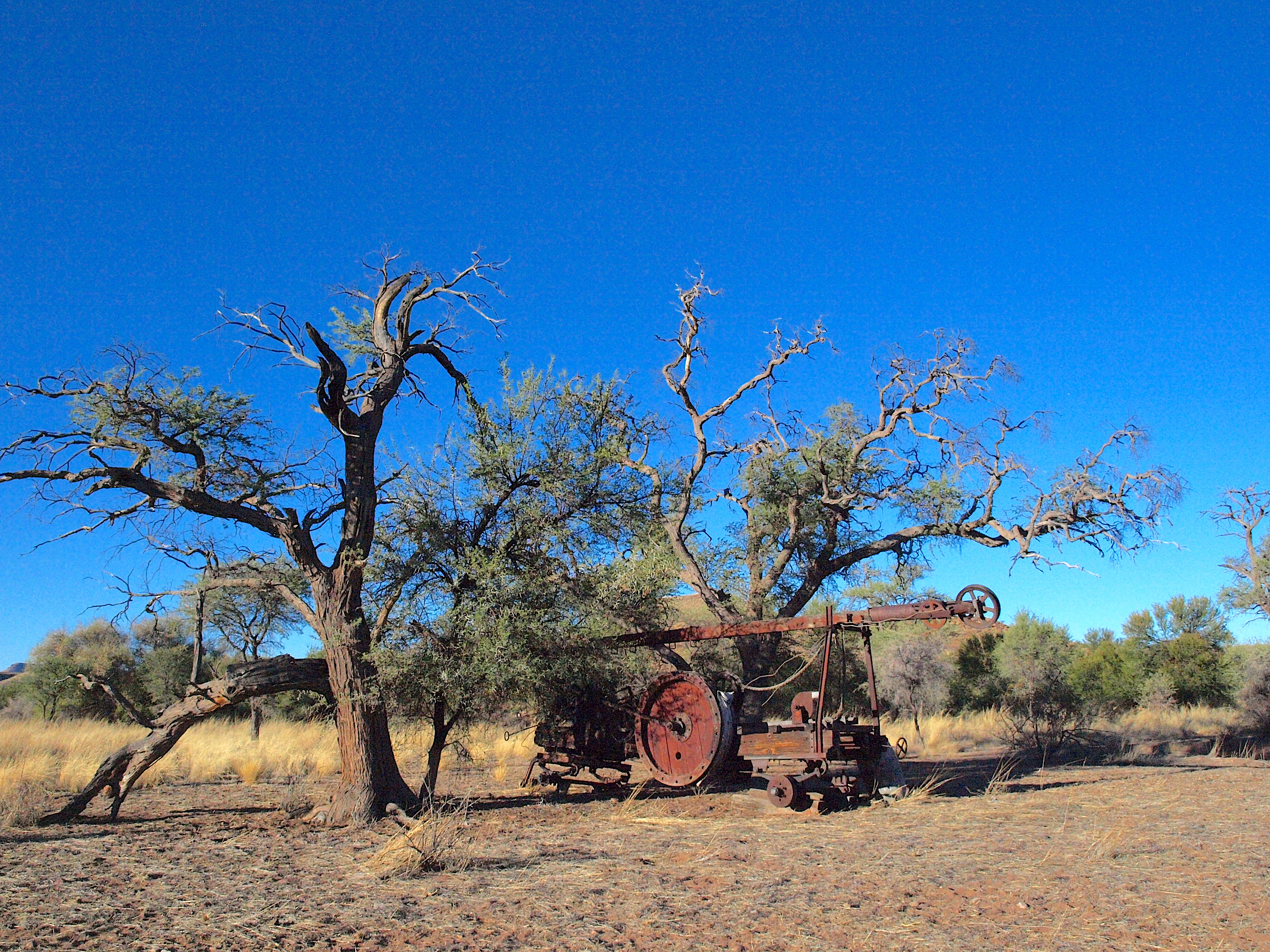
Historische Brunnen-Bohrmaschine auf Farm Dabis am Rande der Namib

Ein Bohrbrunnen ist ein Brunnen, der mit Hilfe einer Flachbohrung hergestellt wird. Bei einer verrohrten Bohrung übernehmen Stahlrohre die Sicherung der Bohrlochwandung, bei einer unverrohrten Bohrung übernimmt dies eine Stützflüssigkeit, beispielsweise eine Bentonit-Suspension.
Bohrbrunnen dienen zur allgemeinen Baugrunduntersuchung, zur Grundwasserpegelbeobachtung, zur geschlossenen Wasserhaltung für Baugruben und zur Trinkwassergewinnung, für welche aber oft Tiefbrunnen gebohrt werden.

## Verrohrte Bohrverfahren
Die größte Bedeutung bei der Herstellung von Bohrbrunnen haben die verrohrten Bohrverfahren, da sie einfach zu bewerkstelligen sind und die Baukosten geringer sind als bei unverrohrten Bohrungen. Die Bohrdurchmesser bewegen sich im Bereich von 25 cm bis 2 m.

### Trockenbohrung

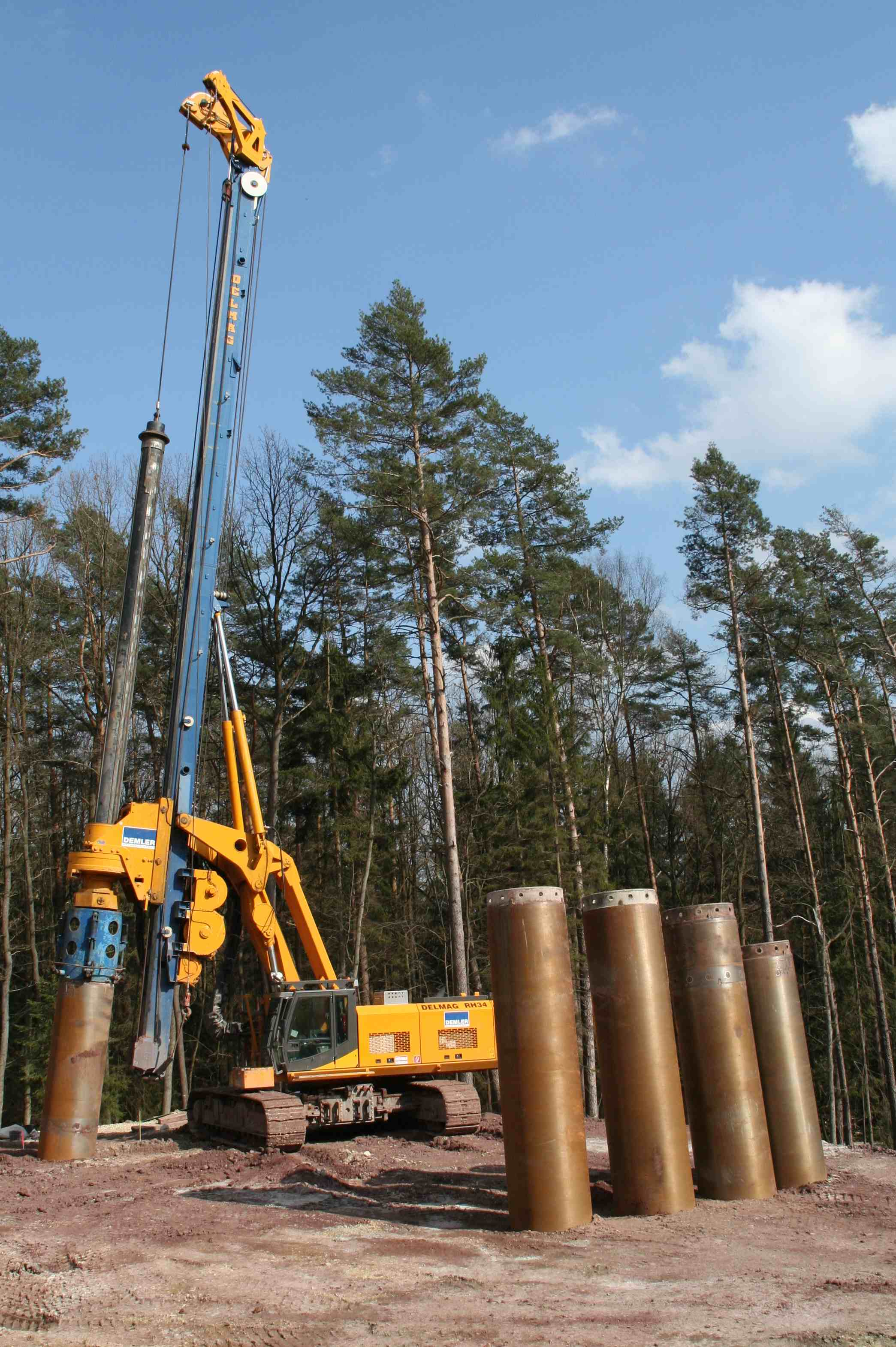
Großbohrgerät mit Bohrrohren

Bei diesem Bohrverfahren wird keine Stützflüssigkeit verwendet, die Bohrung wird trocken ausgeführt. Oft wird mit diesem Verfahren vorgebohrt für eine tiefere Bohrung und ein Standrohr gesetzt. Ein Bohrgerät bringt ein Stahlrohr durch drehende Bewegungen oder Vibration in den Baugrund ein. Anschließend kann mit der Kernräumung, also dem Entnehmen des Bohrgutes aus dem Rohr, begonnen werden. Dafür eignen sich folgende Werkzeuge:
- Schlag- und Freifallwerkzeuge
  - Greifer
  - Kreuzmeißel
  - Ventilbohrer (umgangssprachlich: Büchse)

- Drehende Trockenbohrwerkzeuge (angetrieben durch Gestänge)
  - Kernrohre
  - Bohreimer
  - Spindel (umgangssprachlich: Schnecke)
  - Schappe

Während der Ventilbohrer nur im Wasser (also unterhalb des Wasserspiegels im Rohr) eingesetzt werden kann, werden die anderen Schlag- und Freifallwerkzeuge auch oberhalb des Grundwasserspiegels eingesetzt, also im trockenen Boden.
In bindigen Böden, wie Lehm, Ton oder Schluff, ist es sinnvoller, drehende Bohrwerkzeuge einzusetzen.

### Seilkernbohrung
Die Seilkernbohrung ist eine Spülbohrung zur durchgehenden Gewinnung gekernter Proben im Festgestein. Das Seilkernrohr ist eine spezielle Form des Doppelkernrohres, bei dem das Innenrohr (mit dem Bohrkern) mit Hilfe eines Fängers am Seil aus dem Bohrloch geborgen wird. Das Bohrgut (Kern) wird anschließend in eine Kernkiste gelegt und dem Grundbaulabor übergeben. Angewendet wird dieses Bohrwerkzeug im Baugrundaufschluss und bei der Lagerstättenerkundung. Bei dieser Art der Bohrung wird eine Spülflüssigkeit verwendet.
Gebohrt wird mit einem speziellen Gestänge, das gleichzeitig als Verrohrung dient. Die Bohrkronen des Seilkernrohres sind sehr dickwandig und mit Hartmetall oder Diamanten besetzt.

## Unverrohrte Bohrverfahren
Unverrohrte Bohrungen benötigen eine Stützflüssigkeit, die den anstehenden Erddruck zuverlässig aufnimmt und damit den Einsturz der Bohrlochwandung verhindert.
Kleinere Brunnenbohrungen werden auch heute noch manuell mit Kiespumpen oder seltener mit Sackbohrern ausgeführt.

### Imlochhammerbohrung

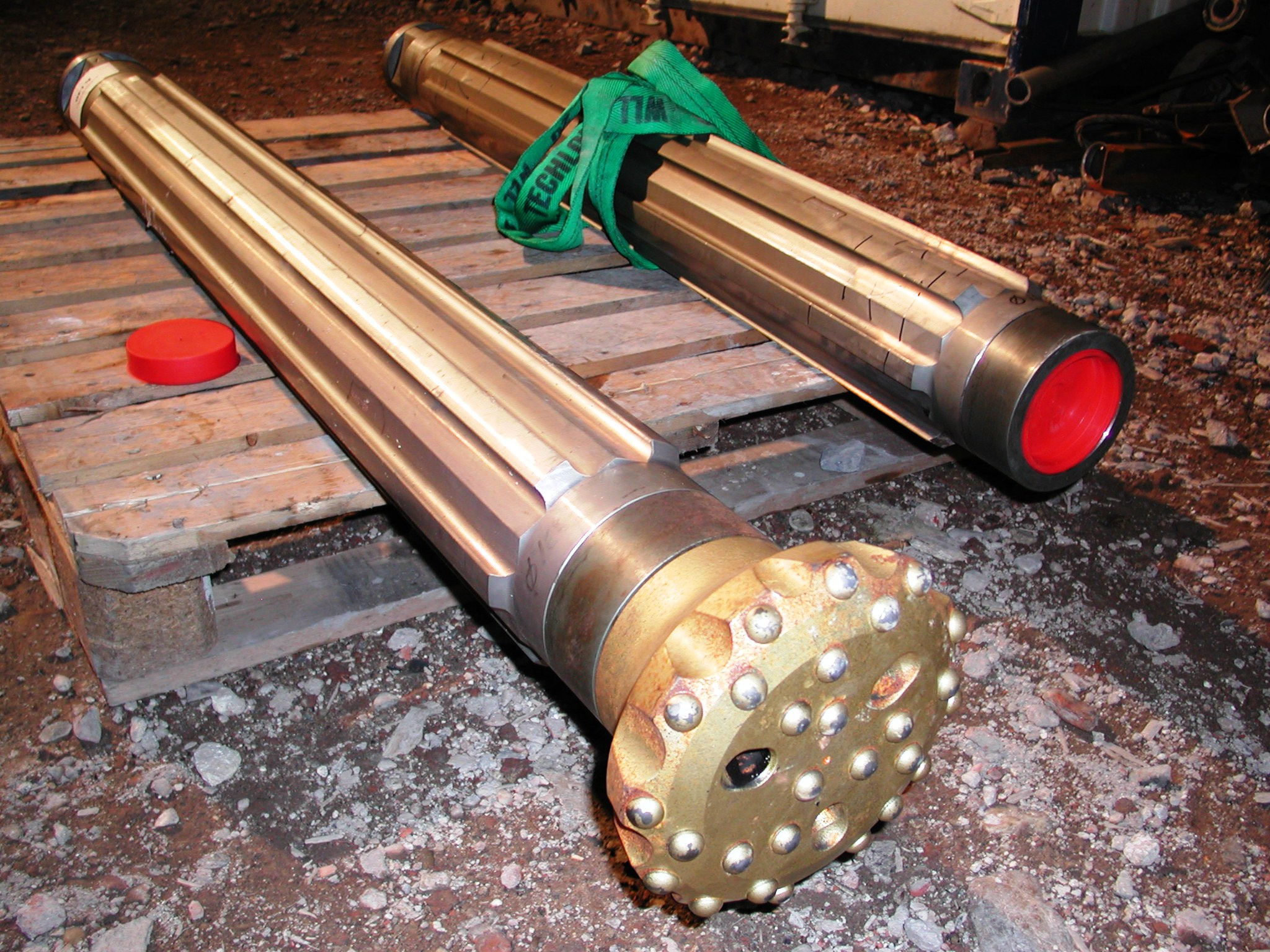
Imlochbohrhammer vor dem Einbau

Die Imlochhammerbohrung ist ein Spülbohrverfahren ohne Kerngewinnung, das für Erdwärmesondenbohrungen und Brunnenbohrungen im Festgestein verwendet wird. Das Spülmedium (Spülung) ist in diesem Fall Druckluft, die durch einen Kompressor erzeugt, dessen Leistung mit zunehmender Tiefe und Durchmesser sehr hoch sein muss. Die Luft wird durch das Gestänge zum Hammer gefördert, der Fels wird somit durch diesen mit hoher Schlagzahl (600–700 Schläge pro Minute) zertrümmert und das Bohrklein anschließend im Ringraum an die Oberfläche befördert.
Für eine Erdwärmesonde reicht ein kleiner Kompressor, da diese max. 150 m tief gebohrt werden mit einem Durchmesser von ca. 150–200 mm. Der im Durchmesser größte Imlochhammer hat einen Durchmesser von 800 mm, dieser wird aber nur zu Brunnenbohrungen verwendet. Für diesen Durchmesser benötigt man schon mindestens 3 große Kompressoren, die insgesamt um die 80 bar Luftdruck erzeugen können.

### Spülbohrung

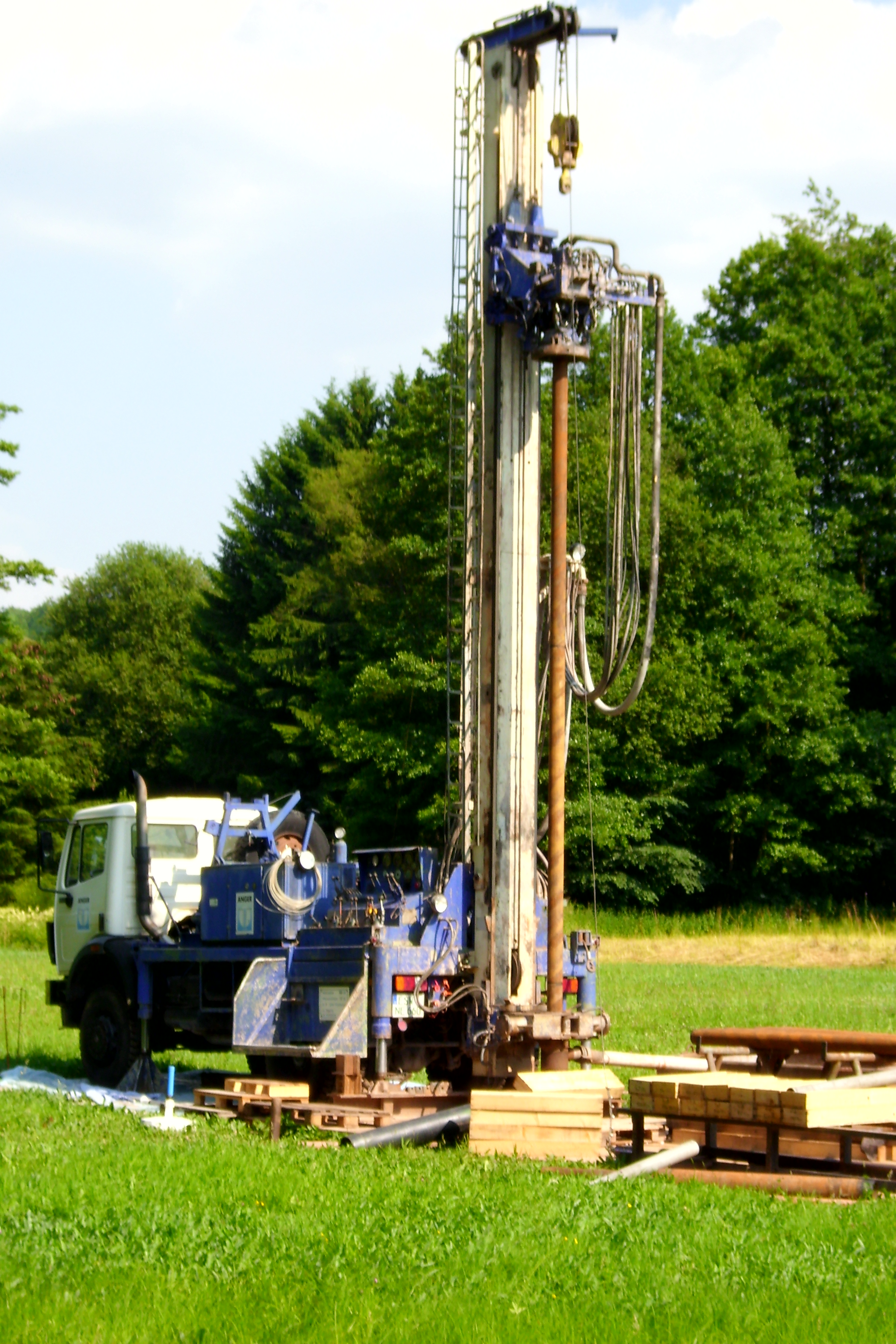
Spülbohrung eines Brunnens zur Wassergewinnung

Es gibt zwei Verfahren von Spülbohrungen, die direkte und die indirekte Spülbohrung. Hauptmerkmal einer Spülbohrung ist, dass das Bohrloch nur auf den ersten Metern verrohrt ist und der Rest des Bohrloches von der Spülflüssigkeit gehalten wird, die im Kreis läuft und einen Überdruck erzeugt. Das Bohrgut wird kontinuierlich mithilfe der Spülung gefördert. Die Spülung kann durch spezielle Spülungszusätze wie Bentonit oder Carboxymethylcellulose (CMC) ergänzt werden. Bentonit stützt die Bohrlochwandung und produziert den sogenannten Filterkuchen am Bohrlochrand, der verhindert, dass das Wasser in den Boden fließt. Des Weiteren sorgt das Bentonit dafür, dass beim Stillstand der Bohrung (beispielsweise zum Nachsetzen des Gestänges) das Bohrgut nicht wieder auf die Bohrlochsohle zurückfällt, sondern die Spülung mit dem Bohrgut eine geleeartige Masse bildet. CMC sorgt als Schutzkolloid dafür, dass die Bentonitteilchen kein weiteres Wasser anlagern können und leichter aufsteigen. CMC verhilft so der Spülung zu höherer Tragfähigkeit.
Beim Spülbohren werden Stabilisierer und Schwerstangen als Werkzeuge eingesetzt, außerdem verschiedene Meißel, u. a. Dreiflügelmeißel, Vierflügelmeißel, Exzentermeißel, Rollen- und Stufenrollenmeißel.
Beim direkten Spülbohren (auch Rechtsspülbohren genannt) wird die Spülung durch das Gestänge gepumpt und das Bohrgut im Ringraum der Bohrung nach oben gefördert.
Der entscheidende Punkt ist hierbei die Auftriebsgeschwindigkeit im Ringraum. Also die Geschwindigkeit mit der das Bohrklein vom Bohrmeißel nach oben transportiert wird. Hier werden in der Praxis Werte zwischen 0,3 und 1 m/s als notwendig erachtet. Da diese Geschwindigkeiten nicht immer zu realisieren sind, wird dann ggf. auf das Linksspülbohren (Saug, Lufthebebohrverfahren) umgestellt.
Die Spülableitung geht zu einem Spülbecken, wo sich das Bohrgut am Grund absetzen kann und die Spülflüssigkeit wieder in das Bohrloch gepumpt wird.
Bei der indirekten Spülbohrung (oder Linksspülbohren) dagegen gibt es nochmals drei unterschiedliche Weisen des Bohrens. Bei allen drei Bohrverfahren wird das Bohrgut durch das Gestänge gefördert.

#### Lufthebebohren
Das klassische Verfahren, basierend auf dem Prinzip der Mammutpumpe, ist das Lufthebebohren. Man benötigt hierfür zusätzlich einen Kompressor. Beim Lufthebebohren lässt man die Spülung in den äußeren Ringraum des Bohrlochs (zwischen Gestänge und Bohrlochwand) laufen. Innen wird durch ein meist doppelwandiges Gestänge Luft weit nach unten geführt, so dass die Dichte im Inneren des Gestänges reduziert wird. In einem Gestängestück ist ein Lufteinlass vorhanden. Dieses Verfahren beruht auf der Dichtedifferenz in kommunizierenden Röhren: Es muss so viel Luft eingebracht werden, dass die Dreiphasenströmung im Gestänge (Spülung, Bohrklein und Luft) eine geringere Dichte hat als die im äußeren Ringraum einlaufende gereinigte Spülung. Die Spülung läuft dann von außen nach innen und fördert das Material nach oben. Die Luft muss nicht bis an den Meißel geführt werden.

#### Saugbohren
Zum Saugbohren wird eine Pumpe eingesetzt, die Flüssigkeit ansaugen kann, wie beispielsweise die Kolbenpumpe. Häufiger jedoch wird eine Kreiselpumpe in Verbindung mit einer Rückschlagklappe eingesetzt. Der Kreislauf ähnelt dem Kreislauf des Lufthebebohrens, nur dass beim Saugbohren kein doppelwandiges Gestänge und kein Kompressor benötigt werden.

#### Saug-Strahlbohren
Das Saugstrahlbohren ist technisch möglich, wird jedoch sehr selten eingesetzt. Das Prinzip besteht darin, dass die gereinigte Spülflüssigkeit durch eine Doppelwandgestänge zur am unteren Ende befindlichen Düse gepumpt wird. Die Strömungsgeschwindigkeit der Spülflüssigkeit muss ausreichen hoch sein, um das aus dem Boden gelöste Bohrgut mit nach oben zu fördern. Daraus resultiert ein schlechter Wirkungsgrad und großer Energiebedarf. Das Saugstrahlbohren (Counterflash) würde nur dann zum Tragen kommen, wenn der Einsatz von Luft nicht möglich ist, weil beispielsweise das erbohrte Gestein keinen Sauerstoffkontakt haben soll, wie es unter Umständen bei Explorationsbohrungen für den Bergbau der Fall ist.

## Ungenehmigte Bohrungen

### Iberische Halbinsel
Im dürregeplagten Spanien werden auf der Suche nach Grundwasserleitern Bohrungen teilweise ohne Genehmigungen niedergebracht. Im Januar 2019 publizierte Greenpeace eine Schätzung, wonach es über eine Million solcher Bohrungen geben soll. Im selben Monat verunglückte ein zweijähriger Junge tödlich, als er in ein solches (ungesichertes) Bohrloch bei Totalán stürzte. Im spanischen Volksmund heißt ein solches Loch auch pozo lunero.